# Evangelisch-lutherische Pfarrkirche Scheuerfeld

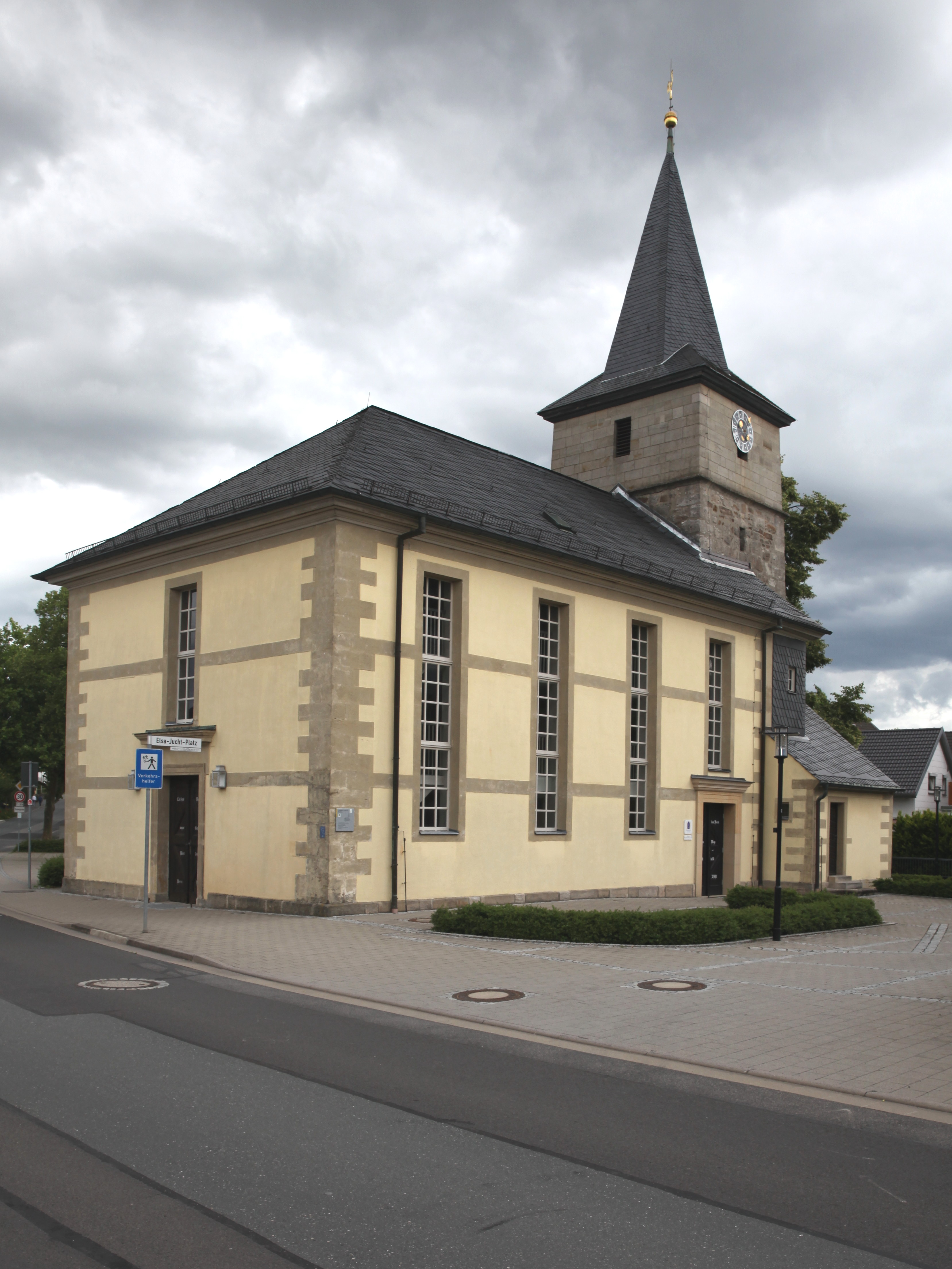
Pfarrkirche Scheuerfeld

Die evangelisch-lutherische Pfarrkirche Scheuerfeld im oberfränkischen Scheuerfeld, einem Gemeindeteil Coburgs, stammt in ihrer heutigen Gestalt aus dem Jahr 1834.

## Geschichte
Im Jahr 1100 stifteten der Adelige Siboto und seine Frau Hildegard dem Kloster Saalfeld unter anderem eine Kapelle zu „Schurinvelt“. Die Übergabe dieser ist allerdings umstritten. Spätestens im Jahr 1300 stand eine Kapelle in Scheuerfeld. Aus dieser wurde eine Kirche, die 1525 im Tambacher Urbar erstmals erwähnt wurde. Die nächste Nennung war anlässlich der ersten protestantischen Kursächsischen Kirchenvisitation 1528/29. Das Gotteshaus war wohl ursprünglich eine romanische Wehrkirche mit einem kurzen Langhaus aus dem 12. oder 13. Jahrhundert, das im 15. oder 16. Jahrhundert durch ein größeres Kirchenschiff ersetzt wurde.
1601 gründete Nicolaus Zech, der Hausvogt des Herzogs Johann Casimir und in Scheuerfeld Dorfherr sowie Kirchenpatron war, mit der Berufung des Pfarrers Gregorius Besserer aus Auma die evangelische Pfarrei. Seit dem 15. Jahrhundert gehörte Scheuerfeld als Filiale zu Neuses, zuvor zur Urpfarrei Meeder. Der letzte Besitzer des Gutes Scheuerfeld, der Geheime Justizrat Otto, vermachte der Pfarrgemeinde 1895 den Rest des Rittergutes, das Herrschaftshaus und etwa 12 Hektar Land.
Wegen des schlechten Bauzustandes und einer im Jahr 1830 angewachsenen Einwohnerzahl auf 350 Menschen ließ die Kirchengemeinde das alte Langhaus, das ein Holztonnengewölbe, relativ kleine Fenster und doppelgeschossige Emporen an der Süd- und Westseite hatte, durch einen Neubau zu ersetzen. Mit der Planung und Durchführung wurde 1831 bzw. 1832 der herzogliche Architekt Friedrich Streib aus Coburg beauftragt. 1831 ließ die Gemeinde den Friedhof, der um die Kirche angelegt war, verlegen. Die Grundsteinlegung war am 29. Oktober 1832 und die Einweihung folgte am 14. Dezember 1834. Der Chorraum unter dem Kirchturm wurde geschlossen und zur Sakristei umgewandelt. 1840 wurde der Kirchturm um ein Geschoss aufgestockt und ein niedriges, haubenförmiges Turmdach durch einen verschieferten Spitzturm ersetzt. Insgesamt hatten die Baumaßnahmen 5360 Gulden gekostet.
Zwischen 1947 und 1955 wurden Umbauten nach Plänen des Coburger Architekten Reinhard Claaßen durchgeführt. Claaßen ließ das Turmsockelgeschoss wieder öffnen und zum Altarraum ausbauen sowie ersatzweise eine Sakristei an der südlichen Turmseite anbauen. Der Innenraum erhielt Emporen und eine neue Kanzel. Sanierungen fanden in den 1980er Jahren statt. 2001 wurden die alten Glocken ersetzt und 2008 ließ der Eigentümer, die Stadt Coburg, an der Südseite einen neuen Seiteneingang einbauen.

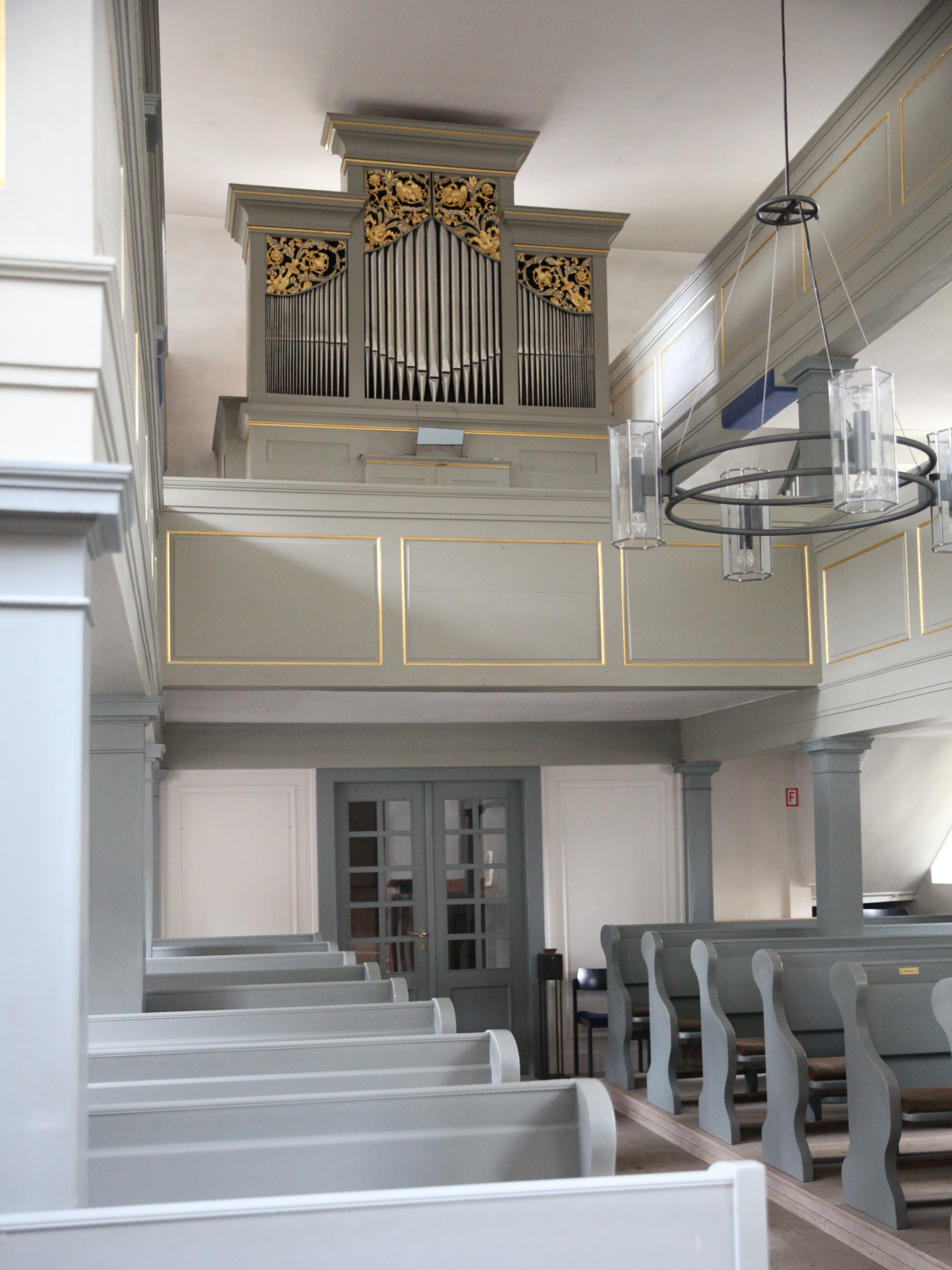
Innenraum

## Beschreibung
Die Chorturmkirche steht im Zentrum des Ortes Scheuerfeld. Sie besteht aus einer vierachsigen Saalkirche mit einer zweigeschossigen Empore und dem Kirchturm.
Die unteren drei Geschosse des massiven Chorturms stammen aus dem Mittelalter und bestehen aus bossiertem Quadermauerwerk. Der Chorraum mit dem Altar ist 3,4 Meter lang und 3,9 Meter breit. Er wird von einer gefelderten, verputzten Stichbogentonne überspannt. Die Geschosse sind durch Gesimse getrennt. Die älteren Obergeschosse sind an drei Seiten von wenigen Lichtschlitzen durchbrochen. Ein achteckiger Spitzhelm bildet den oberen Abschluss.
Das 14 Meter lange und 8,3 Meter breite Langhaus wird von einer verputzten Flachdecke überspannt. Es hat ein nach Westen abgewalmtes Satteldach und umgreift den Turm an der Nord- und Südseite fast zur Hälfte. An den Längsseiten befinden sich jeweils vier raumhohe, rechteckige Sprossenfenster. Die Westfassade gliedert ein Doppelflügelportal mit Kreuz- und Rautenstruktur sowie einer Inschrift in einem faszierten Rahmen mit einer geraden Profilverdachung. Darüber befindet sich ein Fenster, das wie an den Längsseiten gestaltet ist. Die Sakristei hat ein Pultdach und steht am südlichen Kirchturmwinkel.
Der Innenraum, geprägt durch den dunklen Chorraum und das helle Kirchenschiff, hat ein an drei Seiten eine hölzerne, doppelstöckige Empore. Die hölzerne Kanzel am südlichen Triumphbogenpfeiler schmücken vier Evangelistenfiguren, eine Arbeit von Edmund Meusel. In der Kirche befindet sich an der Nordwand eine Grabinschrift der Sophia Helena Merklin († 1615) und ein Epitaph des Hofgerichtsrates Johann Christian Merklin, Besitzer des Schlosses Eichhof, aus den Jahren nach 1624.
Zwei Ausstattungsstücke der Kirche, die Anfang des 20. Jahrhunderts auf dem Dachboden wiederentdeckt wurden, gehören seit 1911 zu den Ausstellungsstücken der Kunstsammlungen der Veste Coburg. Es sind Holzskulpturen, eine Pietà um 1360 bis 1370 entstanden und ein Kruzifix von etwa 1430. Die frühe Entstehungszeit und die sehr wenigen erhaltenen, vergleichbaren Bildwerke jener Epoche begründen die Bedeutung der Coburger Pieta.

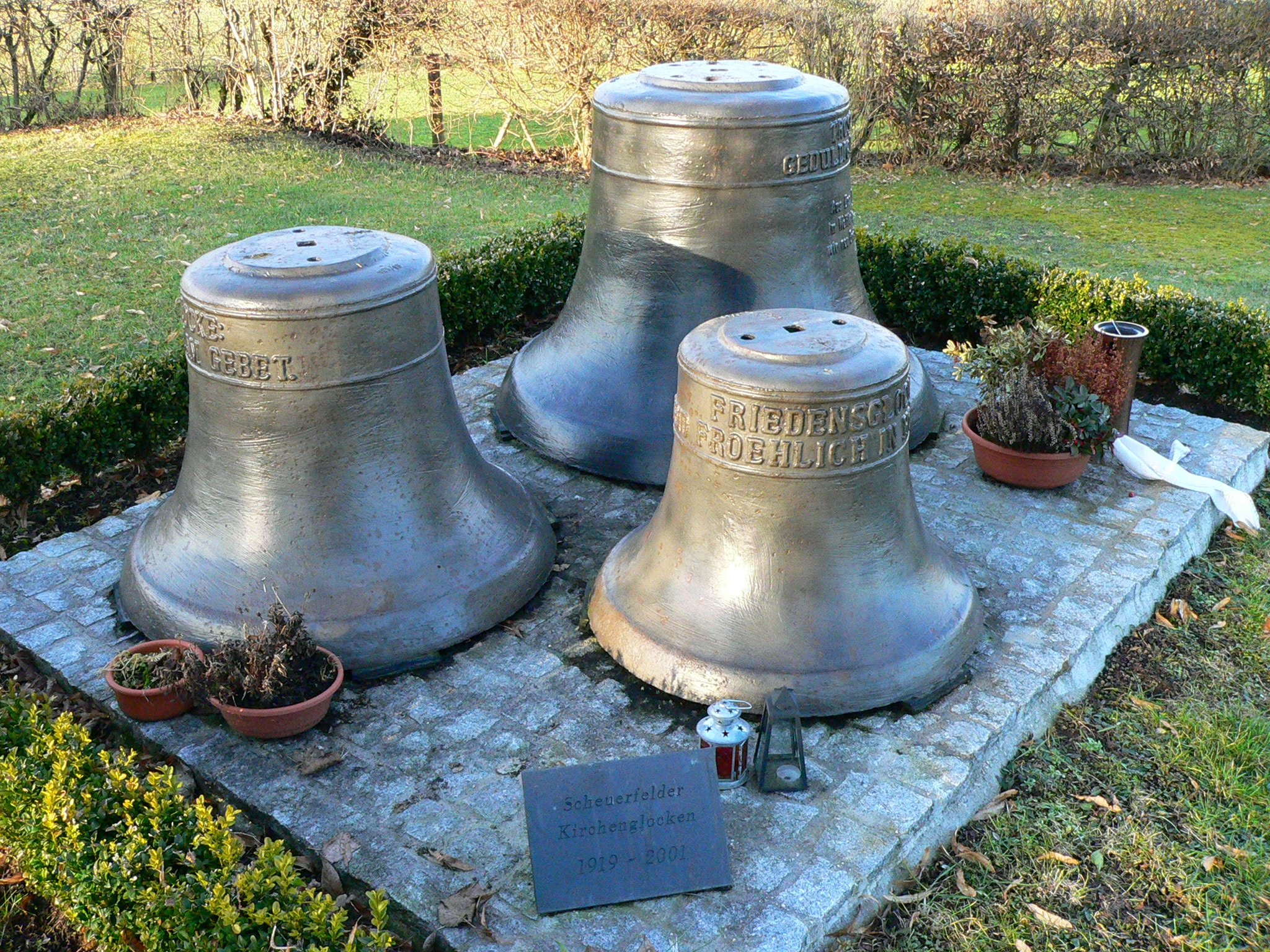
Glocken von 1919

## Glocken
Anfang des 20. Jahrhunderts befanden sich im Kirchturm eine Glocke aus dem Jahr 1892, eine große Glocke 1840 bei Albrecht & Sohn in Coburg gegossen und eine Glocke, die aus dem Jahr 1652 stammte. 1917 wurden zwei Glocken für Kanonen eingeschmolzen. Die kleine, 182,5 kg schwere Glocke wurde 1919 nach Weidach verkauft und ein neues Geläut mit drei Stahlgussglocken von der Apoldaer Glockengießerfabrik Schillnng und Lattermann für rund 5000 Mark erworben.
Drei neue Bronzeglocken goss am 23. Februar 2001 die Glockengießerei Rincker in Sinn. Die 4. April 2001 wurden die neuen Glocken eingebaut und am 15. April, Ostersonntag, eingeweiht.

## Orgel
Erste Belege über eine Orgel gibt es für das Jahr 1727. Das Werk wurde 1748/49 repariert. Weitere Reparaturen folgten 1758/59 und 1771. 1790 und 1815 wartete Johann Andreas Hofmann aus Neustadt das Instrument.
Nach dem Kirchenneubau 1834 stellte der Neustadter Georg Christoph Hofmann eine neue Orgel auf, deren Balganlage 1954 repariert wurde. Das Instrument hat acht Register auf einem Manual und Pedal. Der Orgelkasten hat einen dreiteiligen Orgelprospekt aus Rechteckfeldern, das mittlere ist überhöht. Kunstvolle Schnitzereien mit durchbrochenem Rankenwerkdekor aus vergoldeten Blättern und Blüten verzieren den Prospekt. Eine Renovierung erfolgte 2010.

## Kirchengemeinde
Zur Kirchengemeinde gehörten ursprünglich die zu Scheuerfeld zusammengewachsenen Dörfer Oberhergramsdorf, Dörfles, das Gut Eichhof und der Ortskern Scheuerfeld mit seiner Kirche und einem Gutshof. 1840 wurde Weidach eingegliedert, das bis dahin zu Neuses gehörte. In den 1980er Jahren hatte die Gemeinde 2800 Mitglieder.